# Estrès
L'estrès (o estrés) o tensió és una reacció excessiva del cos o la ment a causa d'una sobre-estimulació de l'entorn i la incapacitat de disminuir l'estat d'alerta. En determinades circumstàncies aquesta tensió corporal i mental desemboca en una malaltia. En un origen l'estrès és beneficiós per a la majoria d'animals, ja que n'assegura la supervivència en moments de perill (accidents, amenaces de depredadors...) i els permet reaccionar davant una situació d'amenaça per alguna acció traumàtica, tòxica, infecciosa, psicològica, etc. Tanmateix quan aquest estrès perdura quan desapareix l'amenaça pot començar a generar conductes i reaccions excessives o inadaptades a les noves circumstàncies.
L'estrès està relacionat amb l'augment d'activitat de la formació reticular del sistema nerviós.

## Etimologia
El terme estrès és un anglicisme que prové de la paraula anglesa stress que significa tensió o força constrictiva. La paraula anglesa referida a psicologia prové de la metal·lúrgia. Ve de l'efecte que, en català, es diu fatiga -i en anglès és stress- i que es refereix a un tipus de trencament, a causa de l'ús, que no es veu venir òpticament, ja que no es bomba ni es creen escletxes sinó únicament una distribució microscòpica de les molècules diferent, i que es va modificant fins que el material es trenca inesperadament i sense motiu aparent.

## Tipologia
Tenint en compte diversos factors implicats en la manifestació d'estrès es parla de:
- Hipoestrès (poc estrès) i Hiperestrés (molt d'estrès).
- Distrès (un estrès negatiu, en el qual les demandes són molt grans per al nostre organisme) i Euestrès (estrès positiu, quan l'estrès estimula a millorar-nos i superar-lo).
- Estrès agut (curt en el temps, però de molta intensitat, com un xoc emocional) i estrès crònic (un estrès lleu que dura molt temps).

## Factor de risc
L'estrès pot directament o indirectament contribuir a desordres generals o específics del cos i la ment. En primer lloc, aquesta situació fa que el cervell es posi en guàrdia. La reacció del cervell és preparar el cos per a l'acció defensiva. El sistema nerviós es desperta i les hormones s'alliberen per activar els sentits, accelerar el pols, aprofundir la respiració i tensar els músculs. Aquesta resposta (de vegades anomenada la resposta de lluitar o fugir) és important, perquè ens ajuda a defensar-nos contra les amenaces. La resposta segueix unes pautes biològiques; tothom reacciona més o menys de la mateixa forma, tant si la situació es produeix a casa com a la feina.
Els episodis curts o infreqüents d'estrès representen poc risc. Però quan les situacions estressants se succeeixen sense resolució, el cos roman en un estat constant d'alerta, la qual cosa augmenta la taxa de desgast fisiològic que comporta la fatiga o el mal físic, i la capacitat del cos per recuperar-se i defensar-se es pot veure seriosament compromesa. Com a resultat, augmenta el risc de lesió o malaltia.

## Estrès laboral
Des de fa 20 anys, molts estudis han considerat la relació entre l'estrès laboral com un tipus de malaltia. Alteracions d'humor i de la son, estómac regirat, mal de cap i relacions alterades amb família i amics són símptomes de problemes relacionats amb l'estrès que es veuen comunament reflectits en aquestes investigacions. Aquests senyals precoços de l'estrès laboral es poden reconèixer fàcilment.
Els efectes de l'estrès en les malalties cròniques són més difícils de diagnosticar, ja que aquestes malalties requereixen un llarg període de desenvolupament i es poden veure influïdes per molts factors. Tanmateix, gran nombre de proves suggereixen que l'estrès té un paper preponderant en diversos tipus de problemes crònics de salut, particularment en malalties cardiovasculars, afeccions musculoesquelètiques, i afeccions psicològiques.
L'estrès laboral es pot definir com un conjunt de reaccions nocives tant físiques com psíquiques que es presenten quan les exigències del treball no igualen les capacitats, els recursos o les necessitats del treballador. L'estrès a la feina pot conduir a la malaltia.
El concepte de l'estrès laboral moltes vegades es confon amb el desafiament, amb el repte; tanmateix, aquests conceptes són diferents. El desafiament ens vigoritza i ens motiva a aprendre habilitats noves i arribar a dominar la nostra activitat professional. Quan hem superat un repte ens sentim relaxats i satisfets. Llavors, diuen els experts, que el desafiament és un ingredient important del treball sa i productiu.

## Resposta nerviosa i hormonal
En l'actualitat existeixen una gran varietat de dades experimentals i clíniques que posen de manifest que l'estrès, en funció de la seva intensitat i durada, pot produir alteracions considerables en el cervell. Aquestes, inclouen des de modificacions més o menys lleus i reversibles, fins a situacions en les quals fins i tot es produeix la mort neuronal.
Se sap que l'efecte perjudicial que pot produir l'estrès sobre el nostre cervell està directament relacionat amb els nivells de les hormones de glucocorticoides que són secretades en la resposta fisiològica de l'organisme. Encara que la presència de determinats nivells d'aquestes hormones és de gran importància per a l'adequat funcionament del nostre cervell, l'excés de glucocorticoides pot produir tota una sèrie d'alteracions en diferents estructures cerebrals, i especialment en l'hipocamp, una estructura que té un paper fonamental en molts processos d'aprenentatge i memòria.
Mitjançant diferents investigacions experimentals, s'ha pogut establir que l'exposició continuada a situacions d'estrès a nivells elevats de les hormones de l'estrès poden produir tres tipus d'efectes perjudicials en el sistema nerviós central: 
1. Atròfia dendrítica. És un procés de retracció de les prolongacions dendrítiques, que es produeix a certes neurones. Sempre que acabi la situació d'estrès, es pot produir una recuperació de l'arborització dendrítica, per tant, pot ser un procés reversible.
2. Neurotoxicitat. És un procés que succeeix a conseqüència del manteniment sostingut durant diversos mesos d'alts nivells d'estrès; pot causar la mort de neurones de l'hipocamp.
3. Exacerbació de diferents situacions de dany neuronal. Aquest és un altre mecanisme important, pel qual, si al mateix temps que es produeix una agressió neural (apoplexia, anòxia, hipoglucèmia, etc..), coexisteixen alts nivells de GCs, es redueix la capacitat de les neurones per sobreviure al mal causat.